# Мохначук, Иван Иванович
Мохначук Иван Иванович (род. 3 января 1958, г. Инта, Коми АССР, РСФСР, СССР) — шахтёр и профсоюзный деятель России.

## Биография
Родился 3 января 1958 года в городе Инта Коми АССР. Трудовую деятельность начал в Инте на шахте в 1973 году учеником электромеханика. С 1989 году в Профсоюзном движении. В 1989 году был избран председателем забастовочного комитета Инты. Принимал участие во Всесоюзной забастовке шахтёров 1989 года, а также во Всероссийской забастовке 1991 года. С 1991 года заместитель председателя Российского независимого профсоюза работников угольной промышленности. С 1993 года председатель Росуглепрофа. Член Общественной палаты Российской Федерации. На выборах в Думу Свердловской области 2000 года агитировал за «Единство Урала», а на президентских выборах 2000 года за Путина. На выборах в Государственную Думу 2003 года баллотировался как самовыдвиженец (не был зарегистрирован). На президентских выборах 2012 и 2018 годов был доверенным лицом Путина. Выступает против монополизма партий, за право беспартийных граждан избираться в Госдуму. Является членом Центрального штаба ОНФ. В 2020 году вошёл в рабочую группу по подготовке изменений в Конституцию Российской федерации.
В 2024 году являлся доверенным лицом кандидата в президенты России Владимира Путина.

## Награды
- Орден «За заслуги перед Отечеством» IV степени (21 сентября 2022 года) — за достигнутые трудовые успехи и многолетнюю добросовестную работу[3].
- Орден Почёта (21 августа 2017 года) — за большой вклад в развитие угольной промышленности и многолетнюю добросовестную работу[4].
- Орден Дружбы (20 августа 2012 года) — за достигнутые трудовые успехи и многолетнюю добросовестную работу[5].
- Медаль ордена «За заслуги перед Отечеством» II степени (16 апреля 2008 года) — за достигнутые трудовые успехи и многолетнюю добросовестную работу[6].